# Лифар Анатолій Петрович
Анато́лій Петро́вич Лифа́р (19 травня 1981 — 28 серпня 2014) — солдат Збройних сил України, учасник російсько-української війни.

## Короткий життєпис
Народився 1981 року в селі Римарівка (Гадяцький район, Полтавська область). Закінчив римарівську школу;  Гадяцьке аграрне училище, тракторист-машиніст; пройшов строкову службу у ЗСУ в 1999—2000 роках. Працював на СТО, у податковій інспекції, сирзаводі, охоронних структурах Києва.
Червнем 2014-го мобілізований, командир відділення, 42-й батальйон територіальної оборони «Рух Опору».
28 серпня 2014-го військовики рухалися на вантажівці «Урал» та потрапили у засідку терористів між Новокатеринівкою та Ленінським. В бою під перехресним вогнем загинули Анатолій Лифар (кинувся рятувати земляка Кириєнка, в цей час у нього влучили з гранатомета), сержант Юрій Кириєнко, солдати Дмитро Ільгільдінов, Ілля Письменний. 12 вересня тіло Лифаря знайдене пошуковою групою «Місія „Евакуація-200“» («Чорний тюльпан»).
Вдома лишилися батьки, дружина Світлана, син Роман 2004 р.н. Похований 24 грудня 2014-го в Римарівці.

## Нагороди та вшанування
За особисту мужність і героїзм, виявлені у захисті державного суверенітету та територіальної цілісності України, вірність військовій присязі під час російсько-української війни, відзначений — нагороджений
- 27 червня 2015 року — орденом «За мужність» III ступеня (посмертно).
- в Гадяцькому вищому професійному аграрному училищі відкрито меморіальну дошку випускникам Ігорю Жадьку, Анатолію Лифарю, Руслану Пономаренку, Миколі Прудію
- 26 травня 2016 року у Римарівській школі відбулося відкриття меморіальної дошки в пам'ять про Анатолія Лифаря.
- Його портрет розміщений на меморіалі «Стіна пам'яті полеглих за Україну» у Києві: секція 3, ряд 4, місце 18
- Вшановується 29 серпня на щоденному ранковому церемоніалі вшанування українських захисників, які загинули цього дня у різні роки внаслідок російської збройної агресії[1]
- Іловайський Хрест (посмертно)
- в школі села Римарівка йому відкрито меморіальну дошку[2]
- жовтнем 2023 року в Римарівці відкрили Алею пам’яті загиблих героїв - Анатолія Лифаря, Сергія Ільченка, Сергія Павлюченка, Віталія Потапенка, Олександра Кологривого та Вадима Шевченка[3]